# 陈立平
陈立平（1908年—1982年10月12日），男，江苏武进人，中华人民共和国政治人物。

## 生平
1937年，参加无锡抗日青年流亡服务团。曾任南京市人民政府副市长、中共江苏省委宣传部副部长、江苏省高级人民法院院长、江苏省人民检察院检察长、江苏省政协副主席